# علیشیر یرگالی
علیشیر یرگالی (به انگلیسی: Aliszer Jergali؛ زادهٔ ۱۲ آوریل ۱۹۹۹) یک کشتی‌گیر آزادکار اهل قزاقستان است. وی سابقه حضور در المپیک ۲۰۲۰ توکیو و المپیک ۲۰۲۴ پاریس را دارد.